# Мусієнко Геннадій Андрійович
Генна́дій Андрі́йович Мусіє́нко (24 грудня 1916 — 11 вересня 1989) — радянський партійний діяч, в роки Другої світової війни — діяч партизанського руху. Герой Соціалістичної Праці (1966).

## Життєпис
Народився у місті Бахмут Донецької області. Українець. Після закінчення школи працював обліковцем у заготівельних організаціях. У 1937—1941 роках проходив строкову службу в РСЧА, сержант.
З початком німецько-радянської війни був зарахований до створеного органами НКВС СРСР Чернігівського партизанського загону, який згодом переріс у Чернігівсько-Волинське партизанське з'єднання. Під керівництвом секретаря Чернігівського обкому КП(б)У О. Ф. Федорова пройшов шлях від рядового розвідника до командира партизанського загону імені В. І. Чапаєва.
Після відновлення радянської влади в Україні у червні 1944 року призначений заступником голови Скадовського райвиконкому Херсонської області, а потім до 1946 року був головою Каланчацького райвиконкому (Херсонська область). Член ВКП(б) з 1946 року. У 1948 році закінчив партійну школу в Одесі та був обраний головою Скадовського райвиконкому.
У 1955—1962 роках — перший секретар Бериславського райкому КПУ. У цей час у районі значно зміцніла економічна база радгоспів, підвищилася врожайність земель, зросло виробництво тваринницької продукції. У зв'язку з початком будівництва Північно-Кримського зрошувального каналу у 1963 році направлений до Каховського району секретарем парткому Каховського територіального колгоспно-радгоспного виробничого управління.
З січня 1965 по 1972 рік — перший секретар Каховського райкому КПУ. Завдяки впровадженню в районі зрошуваного землеробства у 1966 році господарства району досягли небувалої на той час урожайності ранніх зернових та валових культур. Каховський район того року продав державі 50 991 тонну зерна.
З 1972 року працював у народному господарстві. Після виходу на пенсію у 1980 році мешкав у місті Каховка Херсонської області. Загинув в автомобільній катастрофі в районі міста Первомайськ, прямуючи до Києва на похорон свого бойового командира О. Ф. Федорова.

## Нагороди
Указом Президії Верховної Ради СРСР від 23 червня 1966 року присвоєне звання Героя Соціалістичної Праці.
Нагороджений двома орденами Леніна (26.02.1958; 23.06.1966), орденами Жовтневої Революції (08.04.1971), Червоного Прапора (07.08.1944), Вітчизняної війни 1-го (02.05.1945) та 2-го (11.03.1985) ступенів, Червоної Зірки (08.05.1944) і медалями.